# Casimir Christoph Schmidel
 (janvier 2019).
Si vous disposez d'ouvrages ou d'articles de référence ou si vous connaissez des sites web de qualité traitant du thème abordé ici, merci de compléter l'article en donnant les références utiles à sa vérifiabilité et en les liant à la section « Notes et références ».
Casimir Christoph Schmidel est un médecin et un botaniste allemand, né le 21 novembre 1718 à Bayreuth et mort le 28 décembre 1792 à Erlangen.

## Biographie
Il obtient son titre de docteur en médecine à l'université de Iéna en 1742. Il enseigne d'abord à la nouvelle université de Bayreuth. Celle-ci est déplacée en 1743 à Erlangue (Erlangen), Schmidel y devient professeur d'anatomie et de botanique. En 1763, il devient le médecin particulier de la cour d'Ansbach, mais il ne supporte guère la vie de courtisan et est remplacé peu après. Il est chargé d'accomagner la princesse Sophie de Wurtemberg et visite ainsi Lausanne, Dieppe et l'Italie. Il revient en Allemagne, mais est frappé de paralysie et de démence.
Il fait paraître une édition de l’œuvre botanique de Conrad Gessner (1516-1565) en 1754. Il est l’auteur de :
- Icones plantarum et analyses partium, aeri incisae atque vivis coloribus insignitae ; adjectis indicibus nominum… (Erlangen, trois volumes, 1793-1797).
- Dissertationes botanici argumenti revisae et recusae (W. Waltheri, Erlangen, 1783).